# Schiena (album)
Schiena – trzeci album studyjny włoskiej piosenkarki Emmy Marrone, wydany 9 kwietnia 2013 przez wytwórnię Universal Music. Album składa się z jedenastu włoskojęzycznych kompozycji, a wyprodukował go Brando.
Płytę promowało pięć singli: „Amami”, „Dimentico tutto”, „L’amore non mi basta”, „Trattengo il fiato” oraz „La mia città”. Wydawnictwo dotarło do 1. miejsca na oficjalnej włoskiej liście sprzedaży oraz do 25. miejsca na szwajcarskiej liście sprzedaży. We Włoszech albumowi przyznano certyfikat potrójnej platyny za sprzedaż w nakładzie przekraczającym 150 tysięcy sztuk.
12 listopada 2013 została wydana reedycja płyty pod nazwą Schiena vs Schiena, którą rozszerzono o utwór „La mia città”, reprezentujący Włochy w 59. Konkursie Piosenki Eurowizji w 2014 roku.

## Lista utworów

### Standardowa
| Nr  | Tytuł                  | Autorzy                                       | Producent          | Czas  |
| --- | ---------------------- | --------------------------------------------- | ------------------ | ----- |
| 1.  | „Amami”                | Emma Marrone                                  | Brando             | 3:49  |
| 2.  | „La mia felicità”      | Fabrizio Moro                                 | Brando             | 3:24  |
| 3.  | „Dimentico tutto”      | Niccolò Bolchi, Nesli                         | Brando             | 3:31  |
| 4.  | „Ma che vita fai”      | Federica Camba, Daniele Coro                  | Brando             | 3:28  |
| 5.  | „Trattengo il fiato”   | Daniele Magro                                 | Brando             | 3:59  |
| 6.  | „1, 2, 3”              | Daniele Magro                                 | Brando             | 3:05  |
| 7.  | „In ogni angolo di me” | Dario Faini, Emma Marrone, Alessandro Raina   | Brando             | 3:42  |
| 8.  | „L’amore non mi basta” | Daniele Magro                                 | Brando             | 3:31  |
| 9.  | „Se rinasci”           | Dario Faini                                   | Brando             | 3:49  |
| 10. | „Chimera”              | Antonino, Roberto Cardelli, Salvatore Valerio | Brando             | 3:27  |
| 11. | „Schiena”              | Alessandra Merola                             | Brando             | 5:15  |
|     |                        |                                               | Całkowita długość: | 41:00 |

### Reedycja
| Nr  | Tytuł                  | Autorzy                                       | Producent          | Czas  |
| --- | ---------------------- | --------------------------------------------- | ------------------ | ----- |
| 1.  | „La mia città”         | Emma Marrone                                  | Brando             | 3:31  |
| 2.  | „Amami”                | Emma Marrone                                  | Brando             | 3:49  |
| 3.  | „La mia felicità”      | Fabrizio Moro                                 | Brando             | 3:24  |
| 4.  | „Dimentico tutto”      | Niccolò Bolchi, Nesli                         | Brando             | 3:31  |
| 5.  | „Ma che vita fai”      | Federica Camba, Daniele Coro                  | Brando             | 3:28  |
| 6.  | „Trattengo il fiato”   | Daniele Magro                                 | Brando             | 3:59  |
| 7.  | „1, 2, 3”              | Daniele Magro                                 | Brando             | 3:05  |
| 8.  | „In ogni angolo di me” | Dario Faini, Emma Marrone, Alessandro Raina   | Brando             | 3:42  |
| 9.  | „L’amore non mi basta” | Daniele Magro                                 | Brando             | 3:31  |
| 10. | „Se rinasci”           | Dario Faini                                   | Brando             | 3:49  |
| 11. | „Chimera”              | Antonino, Roberto Cardelli, Salvatore Valerio | Brando             | 3:27  |
| 12. | „Schiena”              | Alessandra Merola                             | Brando             | 5:15  |
|     |                        |                                               | Całkowita długość: | 44:31 |

## Pozycje na listach sprzedaży
| Kraj       | Lista sprzedaży (2013) | Najwyższa pozycja | Certyfikat         | Sprzedaż |
| ---------- | ---------------------- | ----------------- | ------------------ | -------- |
| Szwajcaria | Alben Top 100          | 25                |                    |          |
| Włochy     | FIMI                   | 1                 | 3× platynowa płyta | 150 000+ |